# 花园路街道 (郑州市)
花园路街道，是中华人民共和国河南省郑州市金水区下辖的一个乡镇级行政单位。花园路街道位于金水区东部，是河南省人大、河南省政协等省级机关和省直机关所在地。

## 行政区划
花园路街道辖区东起东明路，西至花园路，南起金水路，北至黄河路，下辖以下地区：
甲院社区、省供销社社区、省水利厅社区、省卫生厅社区、戊院社区、省民航社区、工业院社区、农业院社区、省银行社区和通信花园社区。

## 经济
花园路街道辖区内经济以第三产业为主，主要包括金融、商务、商业等现代服务业和生活性服务业。辖区内有中国建设银行河南省分行、中国人民保险公司河南分公司等金融、保险机构总部，各类商业银行分支、网点密集分布。此外辖区内还有包括广汇国贸、经纬大厦、新闻大厦等在内的一批商务楼宇，对辖区经济发展起到了重要的支撑作用。
花园路辖区还是郑州市高端餐饮、高档住宿及各类高档消费的核心集聚地，河南中州皇冠假日酒店为河南省第一家涉外五星级酒店，此外辖区内还有郑州索菲特国际饭店等五星级酒店。消费场所包括位于花园路南段的正道花园商厦以及纬四路上的纬四路服装市场、纬四路农贸市场等。